# Бессон, Бенно
Бенно Бессон (фр. Benno Besson, настоящее имя — фр. René-Benjamin Besson; 1 ноября 1922, Ивердон-Ле-Бен — 23 февраля 2006, Берлин) — швейцарский и немецкий актёр и театральный режиссёр.

## Биография
Бенно Бессон родился в Швейцарии, во франкоязычном кантоне Во, в семье учителя. В 1942—1946 годах изучал романистику в Цюрихе и Невшателе в Швейцарии, но был увлечён театром и в 1942 году одновременно брал уроки актёрского местерства в Лионе, а с 1943 года работал в качестве ассистента режиссёра в цюрихском «Шаушпильхаузе», где ещё во время Второй мировой войны обосновались немецкие актёры-эмигранты и ставили пьесы Бертольта Брехта.
В 1947—1949 годах Бессон работал в качестве переводчика в Швейцарском агентстве печати; одновременно в 1948—1949 годах брал уроки актёрского мастерства в Театре Жана-Мари Серро в Париже. Получив приглашение в театр, Бессон, однако, от него отказался: ещё в 1947 году он познакомился в Швейцарии с Брехтом и был захвачен его театральными идеями.

### В ГДР
В 1949 году Бессон приехал в Берлин, в его восточный сектор, и стал актёром, ассистентом режиссёра, а затем и режиссёром основанного Брехтом театра «Берлинер ансамбль». Его первой самостоятельной постановкой стал мольеровский «Дон Жуан» в обработке Брехта. В 1957 году, уже после смерти Брехта, Бессон осуществил первую на сцене «Берлинер ансамбль» постановку пьесы Брехта «Добрый человек из Сычуани». Одновременно Бессон ставил спектакли в других городах, прежде всего в Народном театре Ростока, преимущественно пьесы Брехта — «Человек есть человек», «Святая Иоанна скотобоен», а также «Трёхгрошовую оперу» Брехта—Вайля.
В 1958 году у Бессона возникли разногласия с интендантом театра Еленой Вайгель и коллегами-режиссёрами. По свидетельству Манфреда Векверта, первый конфликт возник весной 1957 года, перед гастролями в СССР, когда решением большинства в гастрольный репертуар не был включён «Добрый человек из Сезуана». Позже Бессон высказался против коллективного исполнения обязанностей главного режиссёра, принятого в театре после смерти Брехта: режиссура — это индивидуальное производство. Вайгель после совещания с другими режиссёрами согласилась выделить для Бессона самостоятельную работу, но отказалась назначить его единоличным главным режиссёром.
Покинув «Берлинер-ансамбль», Бессон в качестве приглашённого режиссёра ставил спектакли в Немецком театре, и в 1962 году был назначен его главным режиссёром. В 1965 году получил свою первую Национальную премию.
Начиная с 1965 года Бессон регулярно ставил спектакли в берлинском «Фольксбюне» и в 1968 году стал его художественным руководителем, а в 1974 году — интендантом. Бессон в считанные годы вернул театру былую славу: оказавшись смелее тогдашнего руководства «Берлинер ансамбль» он пригласил в свой театр молодых талантливых режиссёров Манфреда Карге и Маттиаса Лангхофа, которым из-за скандала на политической почве пришлось покинуть «театр Брехта». Бессон ставил сам и позволял ставить своим младшим коллегам пьесы не любимого руководством СЕПГ Хайнера Мюллера. В 1974 году он получил свою вторую Национальную премию.
Однако недовольство деятельностью Бессона накапливалось, и в 1978 году, после конфликта с министром культуры по поводу репертуарной политики театра, в первую очередь пьес Х. Мюллера, Бессон покинул ГДР.

### Последние годы
Покинув Восточный Берлин, Бессон работал в различных театрах Австрии, Швейцарии и Франции, в 1982 году был награждён медалью Йозефа Кайнца города Вены, но своего театра так больше и не нашёл. В 1994 году Бессон получил в Париже свою последнюю награду — премию Мольера. В 1995 году он вернулся в тот театр, в котором начинал свою карьеру, — цюрихский «Шаушпильхауз», где, в частности, в 1998 году поставил пьесу Б. Брехта «Святая Иоанна скотобоен».
Умер в Берлине 23 февраля 2006 года.

## Творчество

### Избранные театральные постановки
«Берлинер ансамбль»
- 1954 — «Дон Жуан» Мольера в обработке Б. Брехта
- 1955 — «Литавры и трубы», по пьесе Дж. Фаркера «Офицер — вербовщик рекрутов», обработка Б. Брехта. Художник Карл фон Аппен, композитор Рудольф Вагнер-Регени
- 1957 — «Добрый человек из Сычуани» Б. Брехта

Народный театр, Росток
- 1956 — «Добрый человек из Сычуани» Б. Брехта
- 1958 — «Человек есть человек» Б. Брехта
- 1959 — «Трёхгрошовая опера» Б. Брехта — К. Вайля
- «Святая Иоанна скотобоен» Б. Брехта

Немецкий театр
- 1960 — «Голландская невеста» Э. Штриттматтера
- 1963 — «Мир» Аристофана в обработке Петера Хакса
- 1963 — «Два веронца» У. Шекспира
- 1963 — «Тартюф» Мольера
- 1965 — «Дракон» Е. Шварца. Художник Хорст Загерт
- 1967 — «Эдип-царь» Софокла/Гельдерлина/Хайнера Мюллера. Художник Хорст Загерт

«Шаушпильхауз», Цюрих
- 1969 — «Турандот, или Конгресс обелителей» Б. Брехта. Художник и сопостановщик Хорст Загерт

Фольксбюне
- 1970 — «Горизонты» Винтерлиха/Х. Мюллера
- 1971 — «Лекарь поневоле» Мольера
- 1975 — «Как вам это понравится?» У. Шекспира
- 1978 — «Гамлет» У. Шекспира